# 洛伦佐·丰塔纳
洛伦佐·丰塔纳（義大利語：Lorenzo Fontana，1996年8月28日—），意大利男子赛艇运动员。他曾代表意大利参加奥地利奥滕斯海姆举行的2019年世界赛艇锦标赛，获得男子轻量级四人双桨银牌。